# Cirillo Emiliano Monzani
Cirillo Emiliano Monzani (Castelnovo ne' Monti, 17 settembre 1823 – Roma, 2 aprile 1889) è stato uno storico e politico italiano.

## Biografia
Cirillo Emiliano Monzani nacque nel 1823 a Castelnovo ne' Monti da Mariano e da Anna Brizzi Strata; dopo la laurea in legge, nel 1840 fu esiliato per le sue idee liberali. Si recò quindi a Palermo dove fu arrestato dalla polizia borbonica dopo la spedizione dei fratelli Bandiera. Dopo essere evaso si rifugiò a Firenze dove, nel 1846, divenne collaboratore dell'Archivio storico italiano, della Biblioteca Nazionale e della Rivista di Firenze e pubblicò gli scritti di Camillo Porzio.
Nel 1852 fece pubblicare le opere politiche di Paolo Paruta, mentre nel 1857 quelle di Vincenzo Gioberti; ciò gli valse un nuovo esilio dal Granducato di Toscana dove ritornò solo durante la seconda guerra di indipendenza sostenendo l'annessione del Granducato al Regno di Sardegna.
Nel 1859 fu sostenitore delle annessioni al Piemonte. Fu deputato del centro-sinistra dall'VIII alla XVI legislatura, ricoprendo anche il ruolo di segretario di Stato nel ministero Rattazzi.
Morì a Roma nel 1889.